# James Blair (veslač)
James Howard Blair, ameriški veslač, *  28. oktober 1909, † 23. maj 1992.
Blair je leta 1932 na Poletnih olimpijskih igrah v Los Angelesu veslal v osmercu, ki so ga sestavljali študenti Univerze Berkeley. Ameriški čoln je osvojil zlato medaljo. 
Leta 1969 so bili člani tega osmerca sprejeti v ameriški veslaški hram slavnih.